# Stadtbad Lichtenberg
La Stadtbad Lichtenberg (connue aussi sous le nom de Hubertusbad) est une piscine située à Berlin, en Allemagne. Ouverte en 1928, elle est fermée depuis 1991.

## Localisation
Le bâtiment est situé dans le quartier de Berlin-Lichtenberg.

## Galerie

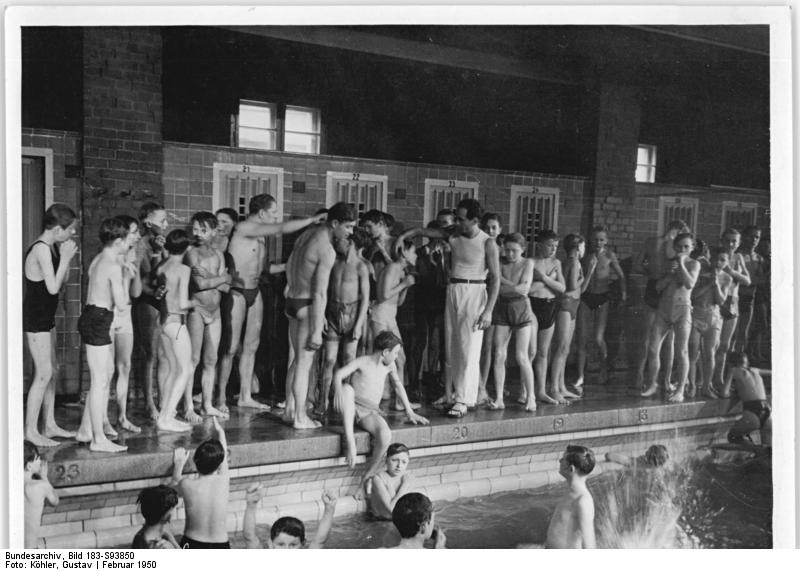
La piscine en 1950.
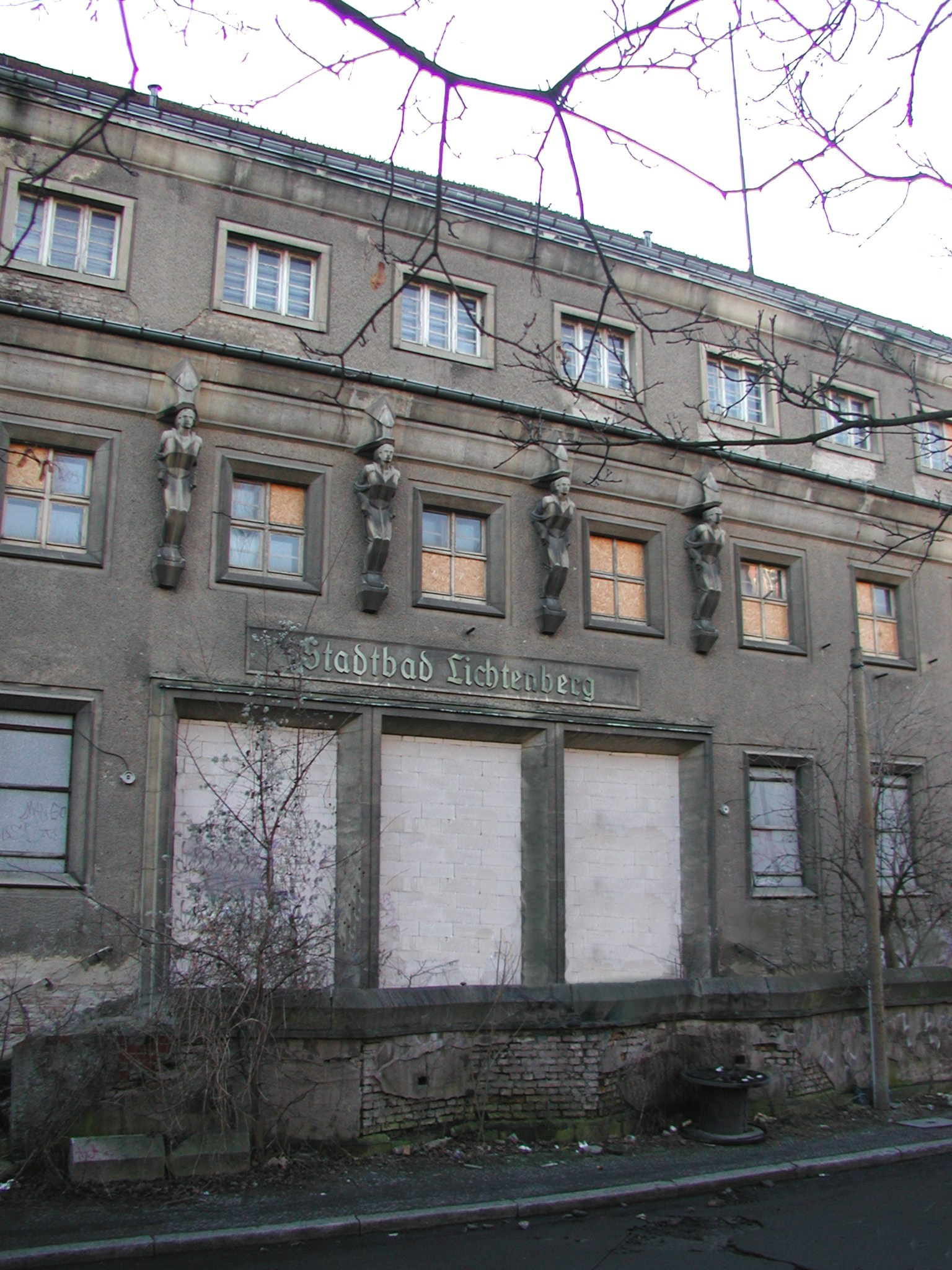
L'entrée murée.
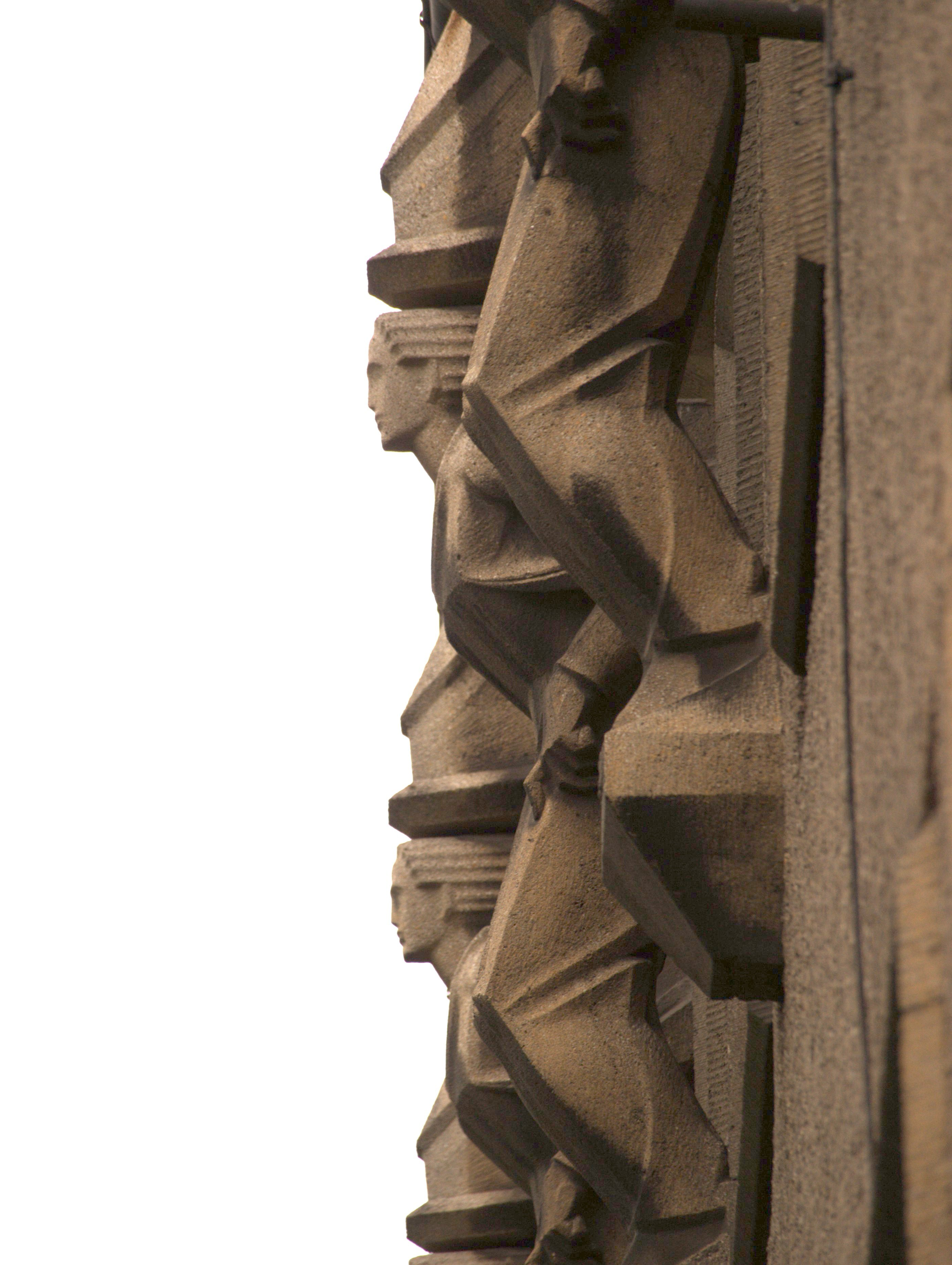
Détail architectural de la façade.
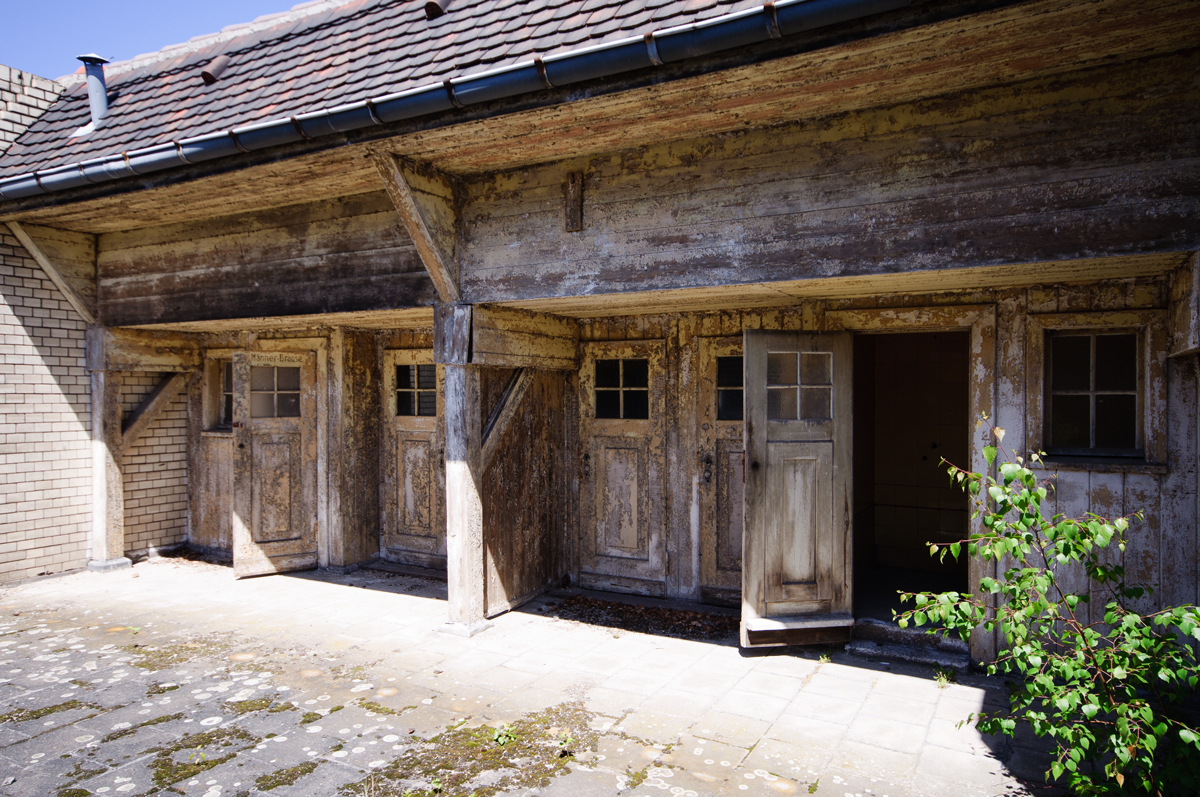
La terrasse extérieure.
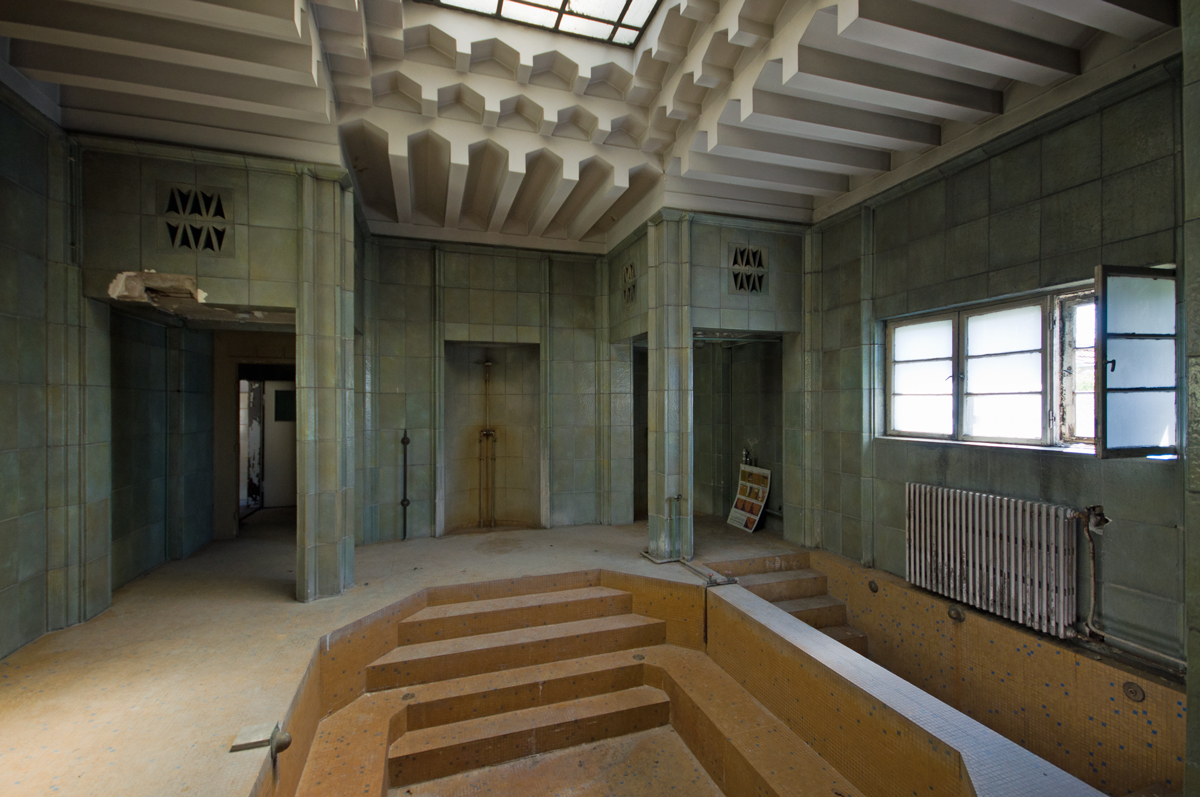
La piscine d'eau froide.

## Sources
- (de) Cet article est partiellement ou en totalité issu de l’article de Wikipédia en allemand intitulé « Stadtbad Lichtenberg » (voir la liste des auteurs).